# Un encuentro (cuento)
Un encuentro (An Encounter, en inglés) es un cuento del escritor irlandés James Joyce. Es el segundo de Dublineses, una colección publicada en 1914.

## Trama
El protagonista del cuento es un niño –el narrador– quien, en sus aburridos días, juega con sus compañeros a indios y vaqueros, unas aventuras con personajes y en escenarios remotos que "por lo menos, abrían puertas de escape". Para el protagonista también las novelas policíacas resultan atractivas, y dice de ellas que circulan en secreto en la escuela.
Sin embargo, en las palabras del narrador, esa "guerrita vespertina se volvió finalmente tan aburrida para mí como la rutina de la escuela por la mañana, porque lo que yo deseaba era correr verdaderas aventuras. Pero las aventuras verdaderas, pensé, no le ocurren jamás a los que se quedan en casa: hay que salir a buscarlas en tierras lejanas".
El episodio gira en torno a un paseo que el protagonista y su amigo Mahony realizan un día que se ausentan de la escuela y van a la playa para buscar aventuras para amenizar sus vidas. Allí se cruzando diferentes personas. Presencian importantes eventos sociales y que el narrador, en un acto de madurez, nota a través de algunos comentarios Por ejemplo, unos niños del lugar los toman por error por protestantes. El narrador también advierte que muchos otros menores llevan harapos y son muy pobres.
Hacia el final del día, un viejo se acerca al narrador y a Mahony y les transmite una extraña sensación. En un primer momento el recién conocido parece estar analizándolos y luego pasa a hablar de temas mundanos, como Walter Scott y los amores de juventud. A un cierto punto, el hombre se retira unos instantes y se implica en la historia que se masturba, antes de regresar junto al protagonista y su amigo. Luego comienza un largo monólogo sobre los azotes y otros tipos de castigo físico. Profundamente inquieto, el narrador mira a su amigo Mahony en busca de consuelo, aunque también admite que alberga sentimientos negativos hacia él. 

## Análisis
En el cuento no se dice explícitamente que el hombre se masturba, sino que se deja que el lector lo entienda. Esto constituye una prueba del uso por parte de Joyce del gnomon, una manera de eludir escenas que se encuentra también en otros escritos, lo cual se expone de brevemente en Retrato del artista adolescente explicando que "la ausencia es la forma más alta de presencia".
En términos generales, el cuento presenta varios escenarios de Dublín y aborda temas como los libros y los juegos de aventuras de los niños de los años 1910, la violencia entre los católicos y los protestante, la pobreza de la Irlanda de principios de siglo XX, el comportamiento de hombres mayores lascivos o las formas de escolaridad que se aplicaban en ese entonces.